# Attagenus vestitus
Attagenus vestitus là một loài bọ cánh cứng trong họ Dermestidae. Loài này được Klug miêu tả khoa học năm 1855.